# La guerra y la paz
La guerra y la paz es un ensayo del escritor colombiano Santiago Gamboa en el que se propone hacer una reflexión sobre los temas del conflicto, valiéndose de una amplia introspección histórica en torno a la construcción de la paz en diferentes edades de la humanidad.

## Sinopsis
En La guerra y la paz Santiago Gamboa "interroga, desde una perspectiva humanista y cultural, el modo como la guerra ha ido transformando a las sociedades y lo que ha significado la paz en algunos momentos". El autor plantea los significados de la guerra y la paz en diferentes civilizaciones y países, para compararlos con el caso colombiano y situarlos en el momento coyuntural de los diálogos de paz entre el gobierno Santos y las FARC. Para ello recurre al arte, la literatura y la ciencia como testimonios históricos de los azares sociales. El título, aunque tomado de la novela Guerra y paz de León Tolstói, no denota una relación directa con ese libro, sino que es una caracterización simbólica e histórica de ambos términos.

## Ediciones
La primera edición salió en abril de 2014 y la primera reimpresión en junio del mismo año en Bogotá.